# All the Pretty Horses
All the Pretty Horses es una película estadounidense de 2000 dirigida por Billy Bob Thornton. Fue adaptada por Ted Tally de la novela de Cormac McCarthy Todos los hermosos caballos y fue protagonizada por Matt Damon y Penélope Cruz. La película recibió críticas generalmente negativas y recaudó solo US$18 millones en la taquilla.

## Argumento
John Grady Cole, un vaquero de 16 años, y su mejor amigo Lacey Rawlins, cruzan la frontera y viajan por México. Conocen a un joven llamado Jimmy Blevins con quien establecen una amistad y a la hija de un aristócrata, Alejandra Villarreal, de quien Cole se enamora. En México, Cole se desilusiona por las atrocidades del mundo.

## Reparto
- Matt Damon como John Grady Cole
  - Jesse Plemons como el joven John Grady Cole
- Penélope Cruz como Alejandra Villarreal
- Henry Thomas como Lacey Rawlins
- Angelina Torres como Luisa
- J.D. Young como Abuelo
- Sam Shepard como J.C. Franklin
- Robert Patrick como Cole
- Lucas Black como Jimmy Blevins
- Rubén Blades como Don Hector de la Rocha y Villarreal
- Miriam Colón como Doña Alfonsa

## Producción
Después de que Billy Bob Thornton terminara su versión, el productor Harvey Weinstein obligó a que se redujera la duración de la película por más de una hora. Peter Biskind en su libro Down and Dirty Pictures sugirió que esto fue como una revancha por la negativa de Thornton de reducir el metraje de Sling Blade.

## Recepción de la crítica
Las reseñas del filme fueron en general negativas, criticándolo como una pobre adaptación de la novela y como una película poco envolvente dramáticamente hablando. Lisa Schwarzbaum de Entertainment Weekly escribió que «al enfrentar la elección de los instrumentos con los cuales adaptar un buen libro en una pésima película, el director Billy Bob Thornton elige imágenes pesadas, aleatorias y con veleidades de artístico y un ritmo plomizo». Asimismo, A. O. Scott de The New York Times consideró que el filme era «ingenioso pero insustancial y superficial como un comercial de Marlboro». Sin embargo, Roger Ebert no estuvo de acuerdo con la mayoría de los críticos y alabó el filme, dándole tres y media estrellas de cuatro posibles.